# Caloncoba crepiniana
Caloncoba crepiniana es una especie de Magnoliopsida del género Caloncoba, de la familia Achariaceae, del orden Malpighiales.

## Distribución
Caloncoba crepiniana se distribuye por Republica Centroafricana, República Democrática del Congo (Zaire), Ruanda, el suroeste de Chad y Sudán del Sur.

## Taxonomía
Fue descrita científicamente por los botánicos belgas Émile Auguste Joseph De Wildeman y Théophile Alexis Durand. Fue publicado por primera vez en la revista Botanische Jahrbücher für Systematik, volumen 40, página 460 (1908).